# Agnès de Habsbourg
Pour les articles homonymes, voir Agnès d'Autriche.
Agnès de Habsbourg (en hongrois : Habsburg Ágnes) ou Agnès d'Autriche, née le 18 mai 1281 à Vienne et morte le 11 juin 1364 au couvent de Königsfelden, est une princesse de la maison de Habsbourg, fille du roi Albert Ier et d'Élisabeth de Tyrol. Elle fut reine consort de Hongrie de 1296 à 1301 par son mariage avec le roi André III.

## Biographie
Agnès est la deuxième fille d'Albert Ier de Habsbourg (1255-1308), élu roi des Romains en 1298, et de son épouse Élisabeth de Tyrol (1262-1313) issue de la maison de Goritz. Elle épouse, le 13 février 1296 à Vienne, le roi André III de Hongrie, dernier souverain des Árpád, dont elle devint veuve après un an de mariage. Elle se consacra ainsi à l'éducation de sa belle-fille, Élisabeth de Hongrie.

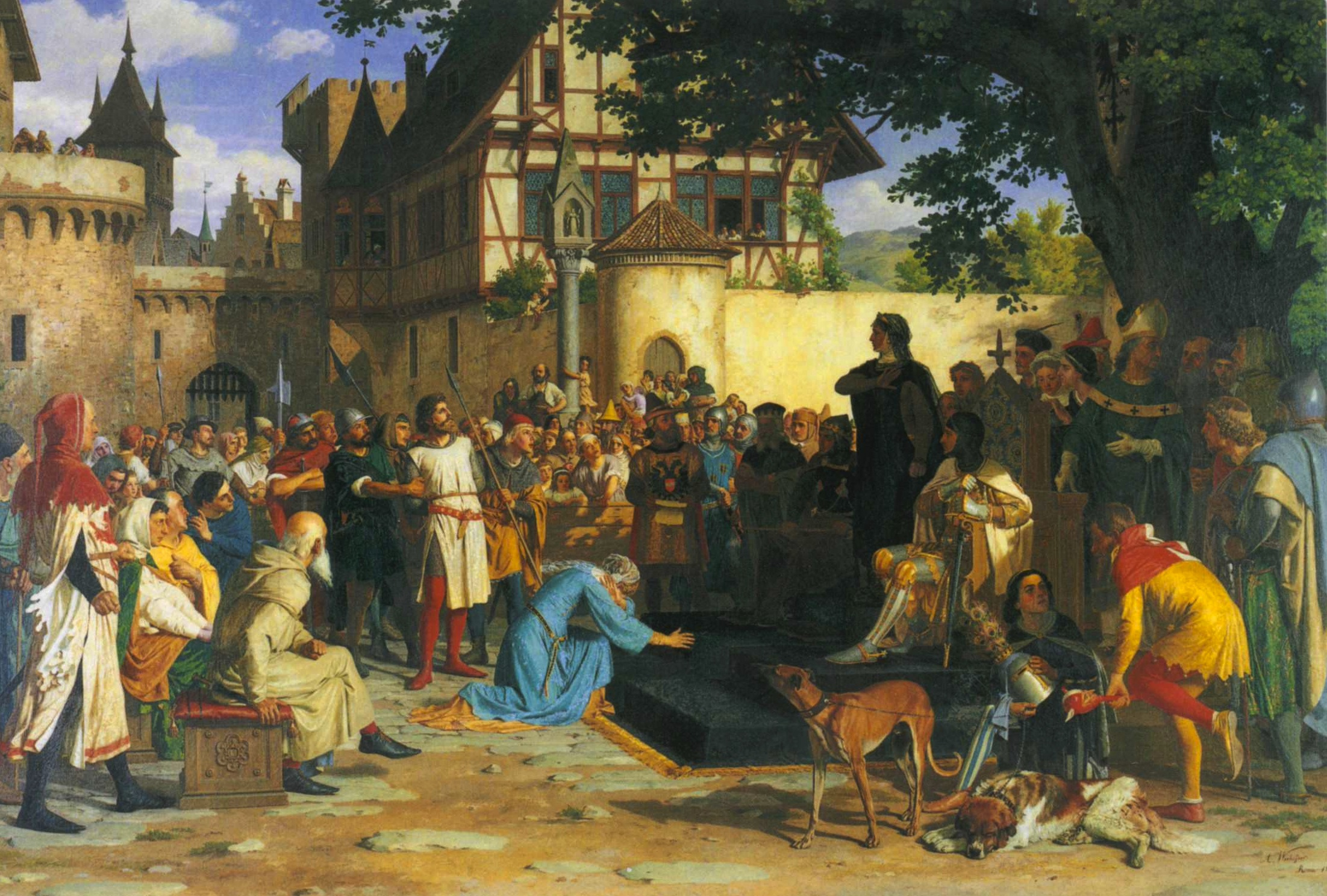
Les familles des meurtriers demandent pardon devant Agnès, peinture historique du XIXe siècle.

Elle aurait vengé la mort de son père qui avait été assassiné en 1308 près de Windisch par son neveu Jean de Souabe, en ordonnant la mort et l'expulsion de 1 000 personnes appartenant aux familles des meurtriers,. Dès 1317, elle vécut dans le couvent de Königsfelden, que sa mère Élisabeth de Carinthie avait fondé à proximité immédiate de l'endroit de l'événement. Sa belle-fille Élisabeth est entrée au couvent de Töss tout proche.
Grâce à des achats de terres importants et à ses talents de gestion, l'époque d'Agnès à Königsfelden fut l'âge d'or du monastère. En 1320 fut inaugurée la nef de l'église du couvent. Elle a été conseiller de son frère cadet le duc Albert II d'Autriche et a joué un rôle important d'intermédiaire et de coordinateur dans les domaines de l'Autriche antérieure. En 1348, elle a fondé un hospice à Baden. Le Livre de la Consolation divine, ouvrage de Maître Eckhart, a été écrit, peut-être, à sa demande, du moins lui a-t-il été communiqué (d'après les Actes du Procès, 46).
Le bailliage de Bözberg fait partie du douaire d'Agnès de Habsbourg dès 1348. Elle possède également la ville de Brugg dès 1356.
Agnès mourut à Königsfelden le 10 juin 1364 et y fut inhumée. Sa dépouille mortelle a été transférée en 1770 à l'abbaye Saint-Blaise dans la Forêt-Noire et repose aujourd'hui à l'abbatiale de Saint-Paul du Lavanttal en Carinthie.